# Петерфельд
Петерфе́льд (каз. Петерфельд) — село у складі Кизилжарського району Північноказахстанської області Казахстану. Адміністративний центр Петерфельдського сільського округу.
Населення — 1579 осіб (2021; 1622 у 2009, 1804 у 1999, 1848 у 1989).
Національний склад станом на 1989 рік:
- німці — 72 %
- росіяни — 21 %.